# Caso Marcelo Cury
O Caso Marcelo Cury diz respeito ao crime ocorrido no Brasil em 1997, quando o filho de usineiro Marcelo Zacharias Afif Cury, após desentendimento por estar com seu carro estacionado em cima da calçada da avenida Presidente Vargas, corredor nobre da cidade de Ribeirão Preto, matou duas pessoas e feriu uma terceira, fugindo logo em seguida.
Após cerca de 20 anos do ocorrido, configurando-se num caso raro do sistema penal brasileiro, a defesa de Cury obteve a anulação de duas sentenças de pronúncia no Tribunal de Justiça.
Em 2016, Marcelo Cury foi condanado a 9 anos de prisão.